# レベッカ・シェイファー
レベッカ・シェイファー（Rebecca Lucile Schaeffer、1967年11月6日 - 1989年7月18日）はアメリカ合衆国の女優。オレゴン州ユージーン出身。
テレビドラマ“My Sister Sam”へのレギュラー出演で人気を得て、これからの活躍が期待されていたが、1989年7月18日、彼女をストーキングしていたロバート・ジョン・バルドに、自宅アパートで射殺された。21歳没。
バルドは当初、「アメリカ史上最年少の親善大使」ことサマンサ・スミスをストーキングしていたが、1985年に彼女が飛行機事故死すると、シェイファーにその対象を替え、3年間ものストーキングの末、凶行に及んだ。
バルドは裁判で終身刑に処せられた。なお、彼もジョン・レノンを殺害したマーク・チャップマン同様、『ライ麦畑でつかまえて』の本を持ち歩いていたが、「真似したわけでない、偶然だ」と主張している。
この事件をきっかけに、翌1990年、カリフォルニア州で全米初のストーカー防止法が制定された。
当時恋人だった映画監督のブラッド・シルバーリングは、この時に体験した監督と彼女の家族との関わりを基に、2002年に映画『ムーンライト・マイル』を制作した。

## エピソード
『ゴッドファーザーPARTIII』のヒロインの娘役のオーディションを受けたことがある。